# NGC 4264
NGC 4264 ist eine linsenförmige Galaxie vom Hubble-Typ SB0/a im Sternbild Jungfrau auf der Ekliptik. Sie ist schätzungsweise 109 Millionen Lichtjahre von der Milchstraße entfernt und hat einen Durchmesser von etwa 30.000 Lichtjahren. Die Galaxie ist unter der Katalognummer VCC 358 als Mitglied des Virgo-Galaxienhaufens gelistet.

Im selben Himmelsareal befinden sich u. a. die Galaxien NGC 4257, NGC 4261, NGC 4269, IC 3155.
Das Objekt wurde am 13. April 1784 von Wilhelm Herschel entdeckt.